# Metaphalangium cirtanum
Metaphalangium cirtanum is een hooiwagen uit de familie echte hooiwagens (Phalangiidae).